# Sestante A
Sestante A (conosciuta anche come UGCA 205), è una galassia nana irregolare (IBm). Si estende per circa 5000 anni luce e si trova tra le galassie del Gruppo Locale, che include anche la Via Lattea. Distante 4,3 milioni di anni luce dalla Terra, Sestante A è il membro più lontano del Gruppo Locale ed è degna di nota per la sua peculiare forma squadrata. Stelle massicce con breve ciclo vitale esplono in supernove, causando intensa formazione stellare, innescando ulteriori supernove che infine danno luogo ad un guscio in espansione. Giovani stelle blu “illuminano” le aree e i bordi del guscio dove è attualmente elevata la formazione stellare e, dalla prospettiva di osservazione sulla Terra, la galassia ci appare di forma grossolanamente quadrata.